# 米凯·哈尔克马
米凯·哈尔克马（荷蘭語：Myke Halkema，1994年7月29日—），荷蘭女子羽毛球運動員，擅長雙打項目。

## 簡歷
2013年3月，米凯·哈尔克马出戰在土耳其安卡拉舉行的歐洲青年羽毛球錦標賽，與罗宾·塔博林合作贏得混合雙打比賽亞軍。同年11月，二人在匈牙利國際賽贏得首個國際賽冠軍。

## 主要比賽成績
只列出曾進入準決賽的國際賽事成績：
| 年份   | 賽事                 | 公開賽級別 | 項目     | 拍檔                   | 成績   |
| ------ | -------------------- | ---------- | -------- | ---------------------- | ------ |
| 2013年 | 歐洲青年羽毛球錦標賽 | 其他       | 混合團體 | －                     | 準決賽 |
| 2013年 | 歐洲青年羽毛球錦標賽 | 其他       | 混合雙打 | 罗宾·塔博林            | 亞軍   |
| 2013年 | 匈牙利羽毛球國際賽   | 國際系列賽 | 女子雙打 | 苏拉娅·德维什·艾贝尔根 | 準決賽 |
| 2013年 | 匈牙利羽毛球國際賽   | 國際系列賽 | 混合雙打 | 罗宾·塔博林            | 冠軍   |
| 2014年 | 愛沙尼亞羽毛球國際賽 | 國際系列賽 | 女子雙打 | 盖尔·马胡利特          | 亞軍   |
| 2014年 | 愛沙尼亞羽毛球國際賽 | 國際系列賽 | 混合雙打 | 罗宾·塔博林            | 準決賽 |
| 2014年 | 荷蘭羽毛球國際賽     | 國際系列賽 | 混合雙打 | 罗宾·塔博林            | 亞軍   |
| 2015年 | 荷蘭羽毛球國際賽     | 國際系列賽 | 女子雙打 | 丽莎·马莱霍洛          | 亞軍   |
| 2016年 | 荷蘭羽毛球國際賽     | 國際系列賽 | 女子雙打 | 丽莎·马莱霍洛          | 亞軍   |
| 2017年 | 荷蘭羽毛球國際賽     | 國際系列賽 | 混合雙打 | 吉姆·米德尔贝格        | 亞軍   |

| 2007-2017年 | 首要超級賽 | 超級賽 | 黃金大獎賽 | 大獎賽 | 國際挑戰賽 | 國際系列賽 | 未來系列賽 | 其他 |

| 2018-2026年 | 總決賽 | 超級1000賽 | 超級750賽 | 超級500賽 | 超級300賽 | 超級100賽 | 國際挑戰賽 | 國際系列賽 | 未來系列賽 | 其他 |